# ダミアン・エスクデロ
ダミアン・エスクデロ（Damián Ariel Escudero, 1987年4月20日 - ）はアルゼンチン・サンタフェ州ロサリオ出身の元プロサッカー選手。現役時代のポジションはミッドフィールダー。主に左サイドでプレーする。

## 経歴
2006年3月にプロデビューを果たし、2007年にはU-20アルゼンチン代表に選出された。FIFA U-20ワールドカップではグループリーグで負傷したため1試合の出場に留まったが、チームは優勝を果たした。2008年のグアテマラ戦でアルゼンチンA代表として初出場した。この時のポジションは左サイドバックだった。2008年7月、1200万ドルの移籍金でビジャレアルと5年契約を結ぶ。ビジャレアル加入後、2008-09シーズンはレアル・バリャドリードにレンタルされた。なお、所有権の20％をベレスが保持していた。
2010年6月、ボカ・ジュニアーズに完全移籍した。保有権の50%はビジャレアルCFが保持したままである。

## 人物
父親のオズバルドは1979年に日本で開催されたFIFAワールドユース選手権の優勝メンバーであり、浦和レッズにも在籍していたことがある。エスクデロ競飛王は従兄弟にあたる。

## タイトル
U-20アルゼンチン代表
- FIFA U-20ワールドカップ 2007

アトレチコ・ミネイロ
- カンピオナート・ミネイロ 2012